# Bianco Bianchi
Bianco Bianchi (* 6. April 1917 in Quarrata; † 17. Juli 1997 in Livorno) war ein italienischer Radrennfahrer.

## Sportliche Laufbahn
Bianchi war im Straßenradsport und im Bahnradsport aktiv. 1936 startete er bei den Olympischen Sommerspielen in Berlin. In der Mannschaftsverfolgung errang Italien mit Severino Rigoni, Bianco Bianchi, Mario Gentili und Armando Latini die Silbermedaille hinter dem Bahnvierer aus Frankreich. Als Amateur gewann er 1936 die Coppa Leopoldo Bozzi und 1937 die Coppa Olmo.
Von 1936 bis 1946 war er Unabhängiger und Berufsfahrer. Als Radprofi hatte er keine Erfolge. Sein bestes Ergebnis in einem Eintagesrennen war der 2. Platz im Giro dell’Emilia 1938. Den Giro d’Italia 1938 beendete er nicht.

## Familiäres
Sein Bruder Silvio Bianchi war ebenfalls Radrennfahrer.